# Stanica harcerska

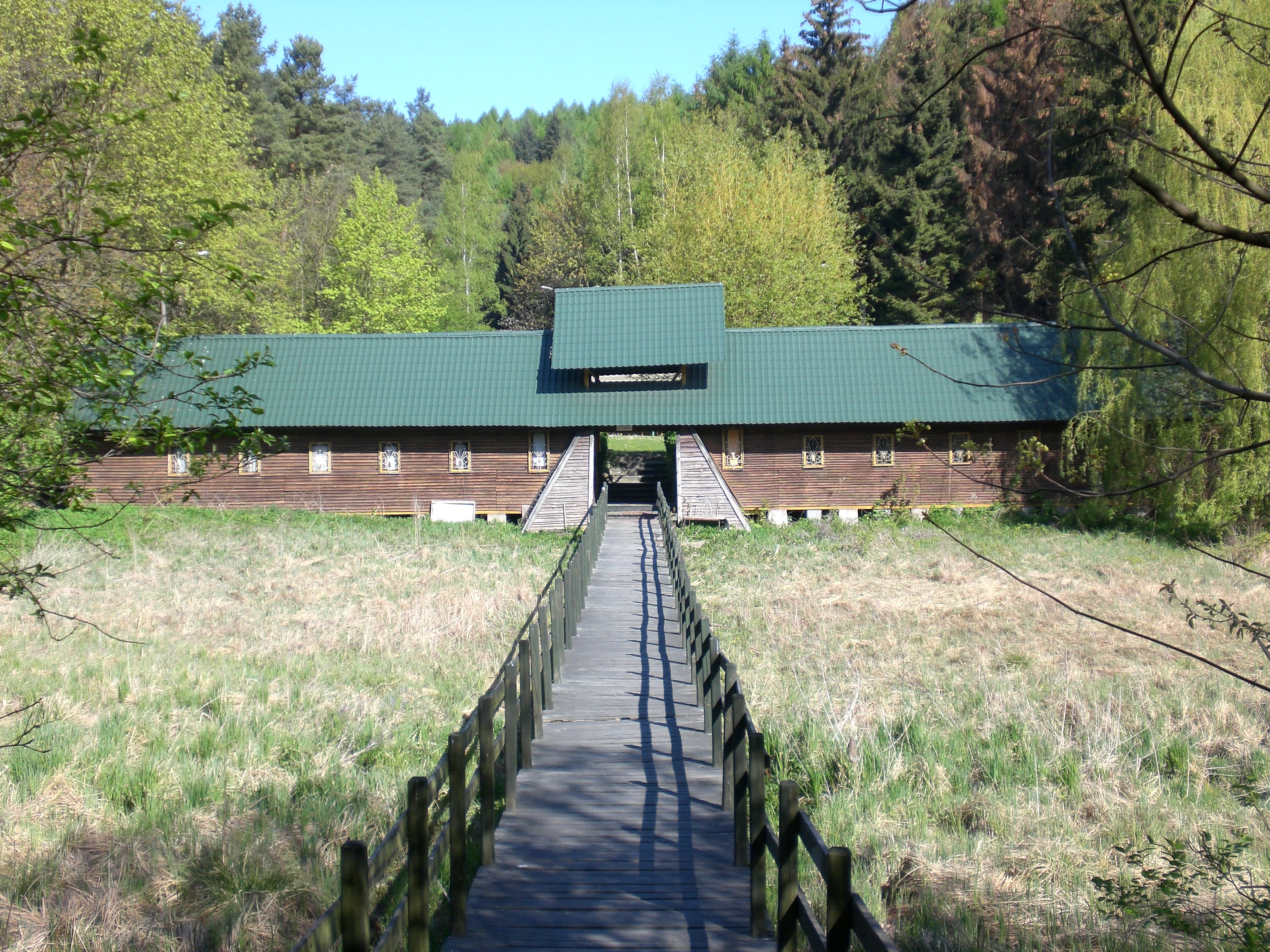
Stanica harcerska

Stanica harcerska – baza harcerska o różnym standardzie: wyposażona w ujęcie wody, budynek kuchenny i plac namiotowy. Zawsze w ramach pionierki stawiana jest także brama wartownicza oraz maszt flagowy.